# 大牟田ラジオ中継局
大牟田ラジオ中継局（おおむたラジオちゅうけいきょく）は、福岡県大牟田市にあるRKB毎日放送及び九州朝日放送のAMラジオ中継局。

## 所在地
- 大牟田市西新町16番地（大牟田港運動公園東側）

## 開局年月日
- 1959年（昭和34年）8月28日（RKBラジオ開局）
- 1959年（昭和34年）10月1日（KBCラジオ開局）

## 周波数・出力
| 周波数 （kHz） | 放送系統名 | コールサイン | 空中線電力 | 放送対象地域 | 放送区域内世帯数 |
| -------------- | ---------- | ------------ | ---------- | ------------ | ---------------- |
| 1062           | RKBラジオ  | JOFE         | 100W       | 福岡県       | -                |
| 1485           | KBCラジオ  | JOIM         | 100W       | 福岡県       | -                |

- NHKラジオについては当地に中継局を置いておらず、熊本局を受信する。
- 行橋ラジオ中継局と同一周波数（AMステレオ放送は非実施）。

## 放送区域
- 大牟田市をはじめとする筑紫平野一帯・有明海沿岸部をカバー。無指向性送信なので佐賀県有明海側、熊本県北部、長崎県諫早市周辺・島原半島でも当局の放送を昼夜通して良好に受信可能。
- ただし、夜間は、RKBラジオで、韓国のKBSとの混信がある。
  - 行橋ラジオ中継局も同様。